# Washington Urrutia
Washington Urrutia Vistoso (Villarrica, Chile, 22 de julio de 1929-) es un exentrenador del fútbol de Chile.

## Trayectoria
Nacido desde las divisiones inferiores del Club Universidad de Chile, en 1959 era juvenil de las cadetes del cuadro universitario, pero nunca llegó al primer equipo. Se especializó y comenzó a entrenar las cadetes de la «U», dirigió al primer equipo del Ballet Azul, el año 1966 siendo ayudante del entrenador Luis Álamos que a mediados de año dejó de dirigir para concentrarse por completo en la selección de fútbol de Chile, debió asumir de forma interina. En 1967 fue ayudante técnico de Alejandro Scopelli, consiguiendo el campeonato nacional de primera división.
Asumió nuevamente de forma interina en 1968, consiguiendo el título del Torneo Metropolitano tras vencer a Universidad Católica 1:0 con anotación de Rubén Marcos.
En 1969 fue el ayudante de Ulises Ramos, donde obtuvieron tres títulos.
A mediados de 1970 se integró a la dirigencia del club.
Hoy en día preside la dirección de deportes de la Universidad Mayor.

## Clubes

### Como entrenador
| Club                 | País  | Año  |
| -------------------- | ----- | ---- |
| Universidad de Chile | Chile | 1966 |
| Universidad de Chile | Chile | 1968 |
| Santiago Wanderers   | Chile | 1973 |